# Байриков, Иван Михайлович
Иван Михайлович Байриков (род. 18 января 1958 года) — советский и российский стоматолог, специалист в области стоматологии и челюстно-лицевой хирургии, член-корреспондент РАН (2019).

## Биография
Родился 18 января 1958 года.
В 1980 году — окончил стоматологический факультет Куйбышевского государственного медицинского института имени Д. И. Ульянова (КГМИ).
После окончания ВУЗа работает там же, пройдя путь от ординатора клиники хирургической стоматологии КГМИ (сейчас — Самарский государственный медицинский университет), до заведующего кафедрой челюстно-лицевой хирургии и стоматологии (с 2007 года).
В 1987 году — защитил кандидатскую диссертацию, тема: «Клинико-функциональное обоснование лечения больных с переломами нижней челюсти».
В 1997 году — защитил докторскую диссертацию, тема: «Клинико-экспериментальная оценка лечения и реабилитации больных с переломами нижней челюсти».
В 2000 году — присвоено учёное звание профессора.

## Научная деятельность
Специалист в области стоматологии и челюстно-лицевой хирургии.
Врач высшей квалификационной категории, ведет постоянную лечебную работу в клинике челюстно-лицевой хирургии СамГМУ, где консультирует наиболее сложных больных, проводит более 200 операций в год пациентам с патологией челюстно-лицевой области, участвует в клинических разборах больных и консилиумах.
Автор 312 научных работ, в том числе 4 учебно-методических пособий, 2 монографий, 64 патентов на изобретение РФ.
Под его руководством защищены одна докторская и 11 кандидатских диссертаций.
Внештатный главный специалист по челюстно-лицевой хирургии Самарской области, член редакционного совета журналов «Стоматология» и «Вопросы челюстно-лицевой хирургии и имплантации».

## Награды
- Премия Ленинского комсомола (в составе группы, за 1987 год) — за разработку и внедрение комплекса снарядов и тренажёров, повышающих эффективность тренировочного и восстановительного процессов в физической культуре и спорте
- Заслуженный работник высшей школы Российской Федерации (2017)[2]
- Почётный знак «Отличнику здравоохранения»
- лауреат губернской премии (2003)